# Epen
Epen – miasto w Holandii, w prowincji Limburgia, w gminie Gulpen-Wittem.